# Římskokatolická farnost Kralice na Hané
Římskokatolická farnost Kralice na Hané je územní společenství římských katolíků v rámci prostějovského děkanátu Olomoucké arcidiecéze s farním kostelem Nanebevzetí Panny Marie.

## Historie
První písemná zmínka o obci pochází z roku 1225. První zmínka o kostele je z roku 1326.

## Duchovní správci

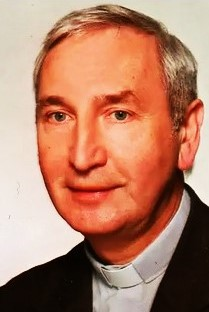
P. Jan Pacholek, SDS

Od července 2016 do dubna 2025 byl administrátorem P. ThLic. Jan Pachołek, SDS. 

## Bohoslužby
| Kostel                   | Místo           | Bohoslužba (den)          | Hodina                 | Poznámka     |
| ------------------------ | --------------- | ------------------------- | ---------------------- | ------------ |
| Nanebevzetí Panny Marie. | Kralice na Hané | neděle úterý pátek sobota | 10.30 17.00 18.00 8.00 | Farní kostel |